# Abu Hamid al-Garnati
Abu Hamid Mohamed ibn Abd al-Rahman ibn Sulejman ibn Rabi al-Māzinī al-Qaisi, svetovni potnik iz Granade v Andaluziji, ki je potoval po  vzhodni in srednji Evropi in svoja potovanja opisal v potopisu Tuhfat al-albab (Darilo src), * okoli 1080, Granada, Al Andaluz,  † 1170, Damask.
V knjigi al-Mu’rib ‘an ba’d ‘aja’ib al-Maghreb (Hvalnica nekaterim čudesom Severne Afrike) je opisal nekaj čudovitih krajev v Afriki in s tem postal začetnik žanra knjig čudes v arabščini. Veliko stvari, ki jih je videl in o katerih je pisal, je okrašenih s fantastičnimi podrobnostmi.
Al-Gharnatijeva družina je domnevno pobegnila iz Granade pred  vladavino almoravidskega emirja Jusufa ibn Tašfina. Leta 1106 je odpotoval iz Adnaluzije v Egipt in Sirijo, leta 1115 preko Sardinije in Sicilije v Aleksandrijo in pisal o Etni. Leta 1123 se je preselil v Bagdad. Od leta 1131 do 1150 je živel pri Volških Bolgarih. Od tam je odpotoval na Ogrsko, kjer je delal kot svetovalec na dvoru kralja Géze II. Leta 1154 se je preko Kijeva vrnil v Bagdad. Od leta 1161 je živel v Mosulu, od leta 1165 v Alepu in od leta 1169 do svoje smrti v Damasku.